# Serie 4700 de CP
La Serie 4700 es una serie de locomotoras de media potencia construidas por Siemens para Comboios de Portugal, la compañía estatal de Portugal. Siemens fue la elección natural para el pedido original de quince máquinas, ejecutado en 2006, puesto que ya habían construido las antiguas locomotoras Serie 5600 en los noventa. La opción a diez locomotoras adicionales fue ejecutada en 2007, con entregas previstas a la conclusión del pedido inicial.
Las locomotoras 4700 son parte de la familia EuroSprinter de locomotoras modulares construida por Siemens para las compañías de ferrocarril europeas. Las máquinas presentan un nuevo diseño de cabina, cumpliendo así con las últimas directivas de seguridad de la Unión Europea, un diseño procedente de la Serie 18 de locomotoras construidas por la compañía estatal de ferrocarril belga.

## Características técnicas

### Peso y dimensiones
Peso: 87 toneladas (21,75 toneladas por eje)
Largo: 19,580 m
Ancho: 2,989 m
Altura: 4,210 m
Ancho de ejes: 1668 mm (puede pasar a 1435 mm en intercambiador de ejes)

### Hitos
Velocidad Máxima: 140 km/h
Potencia nominal: 4684 kW (6373 cv)
Esfuerzo de tracción en arranque: 300 kN
Esfuerzo de tracción a 140 km/h: 105 kN

### Capacidades
Tensión de Alimentación: 25 kV / 50 Hz, adaptable a bitensión, con adosamiento de los 3000 V continuos
Unidades Múltiples: Comando de hasta 3 unidades, estando en ese caso el esfuerzo de tracción limitado a 600 kN, por razones estructurales.
Ruido exterior: 91 dB a 140 km/h, 74 dB a 0 km/h
Temperatura de Funcionamiento: operativa en la gama de temperaturas -25 °C a 45 °C

### Frenos
- Freno dinámico con Recuperación de Energía
- Freno neumático directo y automático, con dos conductas y freno EP
- Freno de estacionamiento
Incluye un sistema de antiderrape para el freno neumático.

### Equipamiento Eléctrico
Motores de Tracción: 4 motores asíncronos, suspendidos en el morro y refrigerados por ventilación forzada, de 1171 kW cada uno. RPM máximas de 3957, teniendo un peso, con engrenajes incluida de 3840 kg
Relación de Transmisión: 1: 6,29
Unidad Central de Comando: 2 UCC / Sibas 32 de 32 bits
Unidad de Comando da Tracción: 2 UCT / Sibas 32 de 32 bits, controlando los ejes motores por bogie y con sistema de anti - derrape incluido
Unidad de Comando de Freno: Knorr
Disyuntor: 1 Disyuntor de Vacío
Pantógrafos: 2 Schunk o Siemens
Transformador: Siemens, de 6,32 MVA de potencia de engranado primário
Conversor de Tracción: 2 por locomotora
- PMCF: 2 por conversor, tensión de entrada de 1000 V. Cada uno de los PMCF tiene 2 módulos de 4 IGBT's de 2200 V, 2000 A y frecuencia máxima de conmutación de 1000 Hz.
- Ondulador: 1 por conversor, con 3 módulos de 4 IGBT's de 2200 V, 2000 A y frecuencia máxima de conmutación de 1000 Hz.
- Calentamiento: A través de circulación forzada de agua

### Funcionalidades
Línea de Comboio (alimentación de vagones): 1500 V / 50 Hz, potencia de 800 kVA
Sistema Convel: EBICAB 700
Rádio Solo: NEC RC 450
Train - Tierra: Efacec
Incluye Aire acondicionado en las cabinas de conducción.
Areneros: 8